# Batitermógrafo

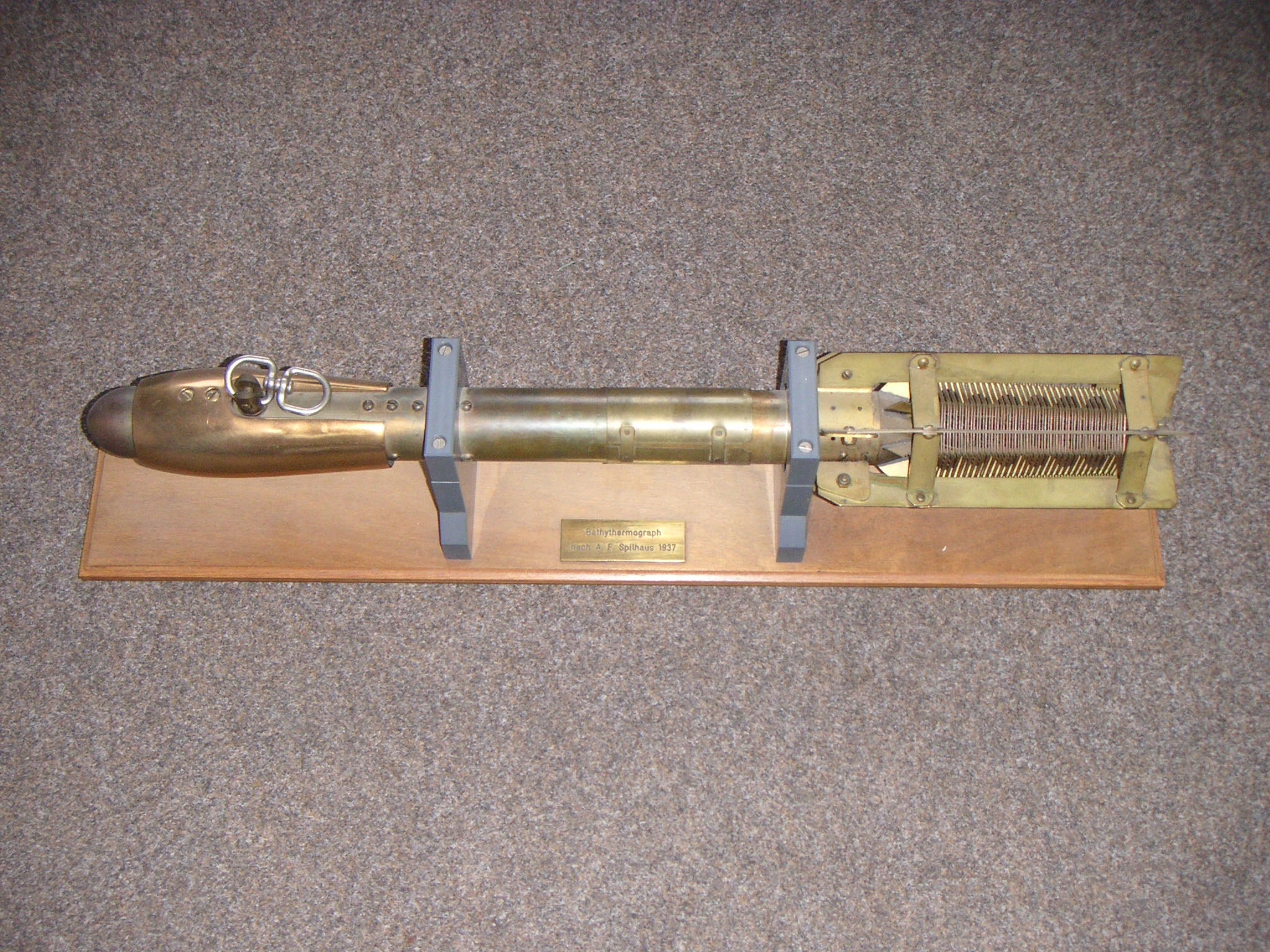
Um dos batitermógrafos construídos por Athelstan Spilhaus (c. 1937).

Batitermógrafo (do grego: bathýs: "profundidade" + thermós: "temperatura" + graphein: "registar"), em geral abreviado BT, é um pequeno instrumento (c. 50 cm de comprimento) em forma de torpedo contendo um sensor de temperatura e um transdutor capaz de detectar a pressão hidrostática. Lançado à água a partir de uma qualquer plataforma, incluindo um navio em movimento, o batitermógrafo permite registar a pressão hidrostática (directamente transformável em profundidade) e as variações de temperatura à medida que desce ao longo da coluna de água. Existem modelos destinados a serem lançados a partir de aeronaves e modelos fixos para instalação em submarinos. O equipamento foi desenvolvido nos finais da década de 1930 por Athelstan Spilhaus e desempenhou um papel de grande relevo na luta antissubmarina durante a Segunda Guerra Mundial.